# Потули (Поморське воєводство)
Потули (пол. Potuły, нім. Patull) — село в Польщі, у гміні Стенжиця Картузького повіту Поморського воєводства.
Населення — 247 осіб (2011).
У 1975-1998 роках село належало до Гданського воєводства.

## Демографія
Демографічна структура станом на 31 березня 2011 року:
|          | Загалом | Допрацездатний вік | Працездатний вік | Постпрацездатний вік |
| -------- | ------- | ------------------ | ---------------- | -------------------- |
| Чоловіки | 133     | 35                 | 90               | 8                    |
| Жінки    | 114     | 27                 | 78               | 9                    |
| Разом    | 247     | 62                 | 168              | 17                   |